# Rudi Wulf
Rudolffe Nicholas („Rudi“) Wulf (* 2. Februar 1984 in Auckland) ist ein neuseeländischer Rugby-Union-Spieler auf der Position des Außendreiviertels, der für den RC Toulon in der Top 14 spielt. Er wird auch als Schlussmann und zweiter Innendreiviertel eingesetzt.
In seinen Jugendjahren ging Wulf auf das Rosmini College. Ab 2003 spielte er für North Harbour im Air New Zealand Cup, ab 2004 für die Blues in der Super 14. Außerdem spielte er bei den Marist in der Clubmeisterschaft seines Provinzverbandes North Harbour. Seine vielversprechende Karriere wäre beinahe zu Ende gewesen, als er sich im Juni 2005 bei einem Kopfsprung in einen Swimmingpool am Hals schwer verletzte. Am 1. Juni 2008 absolvierte er sein erstes Länderspiel für die Nationalmannschaft, die „All Black“. Auf die Saison 2010/11 hin wechselte er nach Frankreich zum RC Toulon.